# 진기배
진기배(1921년 8월 1일~2003년 3월 20일)는 대한민국의 정치인이다. 제6대 국회의원을 지냈다.

## 역대 선거 결과
|  | 10.74% |

|  | 8.53% |

|  | 18.56% |

|  | 44.36% |

|  | 17.10% |